# Fomitopsis sensitiva
Fomitopsis sensitiva är en svampart som först beskrevs av Lloyd, och fick sitt nu gällande namn av R. Sasaki 1954. Fomitopsis sensitiva ingår i släktet Fomitopsis och familjen Fomitopsidaceae.   Inga underarter finns listade i Catalogue of Life.